# NGC 2336A
NGC 2336A في الفهرس العام الجديد، هي مجرة، تقع في كوكبة الزرافة. أضيفت لاحقًا إلى الفهرس العام الجديد.

## روابط خارجية
- NGC 2336A على موقع ويكي سكاي: DSS2, SDSS, GALEX, IRAS, Hydrogen α, X-Ray, Astrophoto, Sky Map, Articles and images